# Gare de Wimbledon Chase
La gare de Wimbledon Chase (en anglais : Wimbledon Chase railway station, est une gare ferroviaire de la Sutton Loop Line (en), en zone 3 Travelcard. Elle  est située sur la Kingston Road  à Wimbledon dans le borough londonien de Merton sur le territoire du Grand Londres.
C'est une gare Network Rail desservie par des trains Thameslink et Southern.